# Severino Baraldi
Severino Baraldi (Sermide, 10 dicembre 1930 – Milano, 21 novembre 2023) è stato un illustratore italiano.
Per la qualità e la quantità delle tavole dipinte nel corso della sua lunghissima carriera, è collocato dai critici ai vertici dell'illustrazione italiana, assieme ad Achille Beltrame e Walter Molino, che furono i suoi primi punti di riferimento artistico. Complessivamente si stima che abbia illustrato più di duecentoventi libri e pubblicato oltre ottomila disegni.

## Biografia
Talento precocissimo, iniziò a disegnare da bambino nella bottega di barbiere di suo padre, realizzando coi gessetti dei piccoli disegni per i clienti.
Nel 1955 si trasferì a Milano, dove fu assunto presso uno studio pubblicitario; a quel tempo si iscrisse ai corsi serali della Scuola d'Arte del Castello, dove approfondì le conoscenze e le tecniche al nudo e all'anatomia. Tra i primi lavori significativi spicca una considerevole serie di illustrazioni per l'enciclopedia per ragazzi, “I Quindici” che firmò con lo pseudonimo Dante Mogliese.
Nel 1956 gli fu affidato l'incarico di illustrare la Bibbia per Messaggero di Sant'Antonio Editrice di Padova. Con le tavole realizzate per quei due volumi si presentò a varie case editrici che gli offrirono sempre più numerosi lavori: in particolare libri scolastici.
All'inizio degli anni 60 Baraldi cominciò un'intensa produzione di narrativa per ragazzi. In quello stesso periodo avviò un settennato di collaborazione con la prestigiosa rivista inglese di divulgazione storica “Look & Learn”. Negli anni 70, la Fratelli Fabbri gli affidò l'incarico di illustrare i capitoli storici dell'Enciclopedia “Scoprire”.
Alla fine degli anni 70 iniziò una collaborazione, ancora in atto, con la San Paolo Edizioni, precisamente con il settimanale Famiglia Cristiana, per il quale Baraldi illustra “I fatti del giorno”, e con Il Giornalino dove pure disegna alcune vignette divulgative per la serie "Conoscere Insieme". Ha collaborato poi con Piero Angela illustrando per il programma televisivo Quark la scomparsa dell'armata persiana nel deserto egiziano.
Nel 1994 la Fratelli Fabbri gli commissionò le illustrazioni per la Bibbia trascritta da mons. Gianfranco Ravasi; un lavoro che lo impegnò per ben due anni.
Per il lavoro di sette biografie (tra cui quelle di Marco Polo, Galileo Galilei e Cristoforo Colombo) ricevette nel 1981 il premio Shogakukan a Tokio.
Nel 2002 Baraldi avviò la collaborazione con le Edizioni d'Arte Lo Scarabeo di Torino, realizzando svariati mazzi di Tarocchi e carte da gioco didattiche.
Nel maggio del 2007 Baraldi ricevette a Reggio Emilia il premio ANAFI (Associazione Nazionale Amici del Fumetto e dell'Illustrazione) come riconoscimento per una carriera artistica straordinaria. Lo stesso anno, l'artista fu ricevuto da papa Benedetto XVI al quale consegnò una sua illustrazione ispirata ad un episodio dei Vangeli.
Dal luglio 2012 una serie di otto illustrazioni stampate su pietra, dedicate alla leggenda della Sacra Spina di Cortemilia e Montechiaro d'Acqui, sono esposte in modo permanente in una via di Cortemilia (Cuneo), sulla base di un progetto museale en-plein-air a cura di Giordano Berti e Letizia Rivetti. Sempre con Berti e Rivetti, Baraldi ha avviato nel 2013 il progetto "Monghidoro: Crocevia dell'Europa", una serie di illustrazioni stampate su pietra ed esposte 'en-plein-air' a Monghidoro, paese lungo la Strada della Futa che per oltre 600 anni fu una tappa obbligata dei viaggiatori tra l'Italia settentrionale e centrale.
Nel 2017 pubblicò i Tarocchi Profetici della Bibbia, 78 illustrazioni di grande formato realizzate nell'arco di 4 anni su progetto iconografico dello scrittore Giordano Berti.

## Opere in italiano
- Bargellini, Piero, Palazzo vecchio : vita nella città comunale, Milano : Editrice Le Stelle, 1957
- Proserpio, P. e Vignati G., Storia dell'auto, Milano : La Sorgente, 1960
- Enero, Vittorio, Storia dei treni, Milano : Editrice la Sorgente, 1962
- Feschi, S., Storia dell'energia, Milano : La Sorgente, ca 1963
- Valori, Francesco, Storia della pirateria, Brescia : La scuola, ca 1963
- Verne, Jules, L'isola misteriosa, Milano : Bietti, 1973
- De Giorgio, Giorgio, Le grandi avventure del volo, Milano : Bietti, 1974
- Salgari, Emilio, Le due tigri, Milano : Le stelle, ca 1975
- Salgari, Emilio, Il corsaro nero, Milano : Le stelle, 1976
- Salgari, Emilio, Le tigri di Mompracem, Milano : Le Stelle, 1976
- Pisu, Silverio, Gesù degli uomini, Milano : Piccoli, ca 1977
- Salgari, Emilio, I misteri della jungla nera, Milano : Le stelle, 1977
- Salgari, Emilio, I pirati della Malesia, Milano : Le stelle, c1976, stampa 1977
- Marco Polo: Il Milione, Milano : AMZ, 1982
- Dumas, Alexandre, Il conte di Montecristo, Milano : Piccoli, ca 1982
- Paolozzi, Giacomo Vittorio, Nuovi mondi oltre l'oceano : Cristoforo Colombo, Milano : AMZ, 1983
- Pisu, Silverio, Il gatto dagli stivali, Milano : Piccoli, ca 1983
- Verne, Jules, 20000 leghe sotto i mari, Milano : Fabbri, 1984
- Afanasiev, Aleksandr Nikolaevič, Fiabe popolari russe, Milano : AMZ, 1984
- Verdiani, Edoardo, Lazio, Milano : AMZ, 1985
- Reggiani, Beatrice, Il tappeto volante, Milano : La sorgente, ca 1985
- La vita nei castelli, Milano : Fabbri, 1985
- Baum, Lyman Frank, Il mago di Oz, Milano : Fabbri, 1986
- I paesi del mondo, Milano : Fabbri, 1988
- Gli abitanti della terra, Milano : Fabbri, 1988
- Holeinone, Peter, La storia della lampada di Aladino e tante altre, Milano : Dami, ca1988
- La Fontaine, Jean de, Il mugnaio, il ragazzo e l'asino, il gallo e la volpe, il corvo invidioso, la lepre e le rane, Milano : AMZ, 1989
- La Fontaine, Jean de, La reggia del leone, la donnola, il coniglio e il gatto, il mercante furbo e il vicino avido, gli animali e la peste, Milano : AMZ, 1989
- La Fontaine, Jean de, La volpe e la cicogna, l'allodola e il campo di grano, la quercia e la canna, la volpe e il caprone, Milano : AMZ, 1989
- Alcott, Louisa May, Una ragazza fuori moda, Milano : AMZ, 1990
- Pacei, Cristina, Il baule volante, Milano : De Agostini Ragazzi, 1990
- Pacei, Cristina, Il prode sarto, Milano : De Agostini Ragazzi, 1990
- Pacei, Cristina, Enrichetto dal ciuffo, Milano : De Agostini Ragazzi, 1990
- Pacei, Cristina, Quel che fa babbo è sempre ben fatto, Milano : De Agostini Ragazzi, 1990
- Pacei, Cristina, Bianchina e Rosetta, Milano : De Agostini Ragazzi, 1990
- Pacei, Cristina, I vestiti nuovi dell'imperatore, Milano : De Agostini Ragazzi, 1990
- Il castello delle fiabe, Milano : De Agostini ragazzi, 1990
- Dodge, Mary Mapes, Pattini d'argento, Milano : Fabbri, 1990
- Molnár, Ferenc, I ragazzi della Via Paal, Milano : Aemmezeta, 1990
- Paolozzi, Giacomo Vittorio, Cristoforo Colombo : una sfida all'ignoto, Novara : De Agostini ragazzi, 1991
- Di Giovanni, Vincenzo e Pretto, Glauco, Le grandi civiltà : alla scoperta del passato, Milano : Dami, 1992
- Jamison, Cecilia Viets, La piccola Lady Jane, Novara : Istituto Geografico De Agostini, stampa 1993
- Hoogman Porter, Eleonor, Pollyanna, Novara : De Agostini, 1993
- Collodi, Carlo, Le avventure di Pinocchio, Novara : De Agostini Ragazzi, stampa 1993
- Kipling, Rudyard, Kim, Milano : De Agostini ragazzi, 1993
- Gli uomini e la civiltà, Milano : Fabbri, 1994
- Dami, Elisabetta, Storia: viaggio nel tempo, Milano : Dami, ca 1994
- Vamba, (Bertelli, Luigi), Il giornalino di Gian Burrasca, Novara : De Agostini, 1994
- Tacconi, Ferdinando, Il sogno di Icaro : cent'anni di storia, Milano : Periodici San Paolo, 1994
- Aladino, Milano : Dami, ca 1994
- Il brutto anatroccolo, Milano : Fabbri, 1995
- I musicanti di Brema, Milano : Fabbri, 1995
- La conquista del West : un libro pop-up, animazione cartotecnica di Giancarlo Sciamanna, Milano : Fabbri, 1995
- I pirati : un libro pop-up, animazione cartotecnica di Giancarlo Sciamanna, Milano : Fabbri, 1995
- Pollicino, Milano : Fabbri, 1995
- Cenerentola, Milano : Fabbri, 1995
- Cooper, James Fenimore, L' ultimo dei mohicani, Novara : Istituto Geografico De Agostini, 1995
- Ravasi, Gianfranco (a cura di), La Bibbia, Milano : Fabbri, 1996
- Andersen, Hans Christian, La piccola fiammiferaia, Milano : Fabbri ; Santarcangelo di Romagna : Opportunity Books, 1997
- Andersen, Hans Christian, Il soldatino di stagno, Novara : Istituto geografico De Agostini, 1997
- Il gatto con gli stivali, Novara : Istituto geografico De Agostini, 1997
- Hansel e Gretel, Novara : Istituto geografico De Agostini, 1997
- Il lupo, la capra e i sette capretti, Novara : Istituto geografico De Agostini, 1997
- Raperonzolo, Novara : Istituto geografico De Agostini, 1997
- I cigni selvatici, Novara : Istituto geografico De Agostini, 1997
- Swift, Jonathan, I viaggi di Gulliver, Milano : Fabbri ; Santarcangelo di Romagna : Opportunity books, 1997
- Volpi, Domenico, Artù : i cavalieri della tavola rotonda, Firenze : Giunti, 1998
- Draghi, Laura e Caporali, Renato, Fiabe dell'Europa magica, Firenze : Giunti, 1998
- Andersen, Hans Christian, Fiabe, Bergamo : Larus, 2000
- Cappuccetto Rosso, Bergamo : Larus, 2001
- Fiabe per sognare, Bergamo : Larus, 2001
- Grimm, Biancaneve e i sette nani, Bergamo : Larus, 2002
- Tolstoj, Lev Nikolaevič, Racconti di Tolstoi, Bergamo : Larus, 2002
- Rigutti, Mario, Cielo, stelle e pianeti, Firenze : Giunti, 2006
- Stevenson, Robert Louis, La freccia nera, Firenze ; Milano : Dami, 2006
- Ripamonti, Aldo, Biancaneve e altre fiabe, Novara : De Agostini, 2007
- Ripamonti, Aldo, Cappuccetto rosso e altre fiabe, Novara : De Agostini, c2007
- Falzone Fontanelli, Giannino, La Sacra Bibbia narrata ai ragazzi : Antico Testamento, Nuovo Testamento, Bergamo : Larus, 2007
- La mitologia, Santarcangelo di Romagna : Joybook, 2008
- Izzo, Annalisa, Teseo e il filo di Arianna, Milano : Dami, 2008
- Baraldi, Severino e Franchini, Marco, Disegnare in viaggio : imparare a disegnare paesaggi e monumenti, Milano : De Vecchi, 2008
- De Simone, Samantha, Fiabe tradizionali italiane, Firenze ; Milano : Giunti kids, 2010
- Baraldi, Severino e Franchini, Marco, Disegnare il ritratto : il volto, i suoi lineamenti e le sue espressioni, Firenze ; Milano : Giunti Demetra, 2010
- Iliade, Santarcangelo di Romagna : Rusconi, 2012
- Odissea, Santarcangelo di Romagna : Rusconi, 2012
- Eneide, Santarcangelo di Romagna : Rusconi, 2012

## Tarocchi
- Tarocchi del Viaggio in Oriente, 78 illustrazioni, sceneggiatura di Riccardo Minetti, Torino: Lo Scarabeo, 2002
- Ramses, i Tarocchi dell'Eternità, 78 illustrazioni, sceneggiatura di Giordano Berti, Torino: Lo Scarabeo, 2003
- I Tarocchi dei Draghi, 78 illustrazioni, sceneggiatura di Manfredi Toraldo, Torino: Lo Scarabeo, 2004
- I Tarocchi dei Gatti Bianchi, 78 illustrazioni, sceneggiatura di Pietro Alligo, Torino: Lo Scarabeo, 2005
- Tarocchi dei Druidi, con Antonio Lupatelli, 78 illustrazioni, sceneggiatura di Giordano Berti e Bepi Vigna, Torino: Lo Scarabeo, 2006
- Tarocchi delle Principesse, 78 illustrazioni, a cura di Floreana Nativo, Torino: Lo Scarabeo, 2009
- Tarocchi profetici della Bibbia, 78 illustrazioni, a cura di Giordano Berti, Bologna: OM Edizioni, 2017